# Reitze (Küsten)
Reitze (vgl. slaw. reka 'Fluss') ist ein Ortsteil der Gemeinde Küsten in der Samtgemeinde Lüchow (Wendland) im niedersächsischen Landkreis Lüchow-Dannenberg. Der Ort liegt 5 km nordwestlich von Lüchow südlich der Kreisstraße von Lübeln nach Metzingen in der Niederen Geest am oberen Lübelner Mühlenbach. Reitze ist ein Rundling.
Der Ort wurde 1313 als Recizze erstmals erwähnt. In der Kurhannoverschen Landesaufnahme wird 1776 eine Kapelle aufgeführt, die Laurentius von Rom gewidmet war. Sie wurde wegen Baufälligkeit abgerissen und nicht wieder aufgebaut. Im Rahmen der Gemeindegebietsreform wurde 1972 die bis dahin selbstständige Gemeinde zu einem Ortsteil von Küsten. Der Ort hatte in den letzten zweihundert Jahren meistens zwischen 70 und 80 Einwohner. Reitze gehört zur Kirchengemeinde Plate.

## Nachweise
1. ↑  Wendland-Lexikon, Band 2, L–Z, Lüchow 2008, Seite 288.
2. ↑  Ernst-Günther Behn: Das Hannoversche Wendland – Kirchen und Kapellen. Köhring Verlag, Lüchow 2011, ISBN 978-3-926322-50-0, S. 101.
3. ↑  Wendland-Lexikon, Band 2, L–Z, Lüchow 2008, Seite 289.